# Canton de Nantes-9
Le canton de Nantes-9 est une ancienne circonscription électorale française, située dans le département de la Loire-Atlantique (région Pays de la Loire).

## Géographie
Le canton de Nantes-9 contenait une partie de la commune de Nantes.

## Histoire
Jusqu'en 2015, le canton englobait l'actuel quartier Doulon - Bottière. Celui-ci fut dissout et sa circonscription répartie entre le canton de Nantes-2 (partie sud) et le canton de Nantes-7 (partie nord).

## Administration
| Période | Période           | Identité            | Étiquette   | Qualité |
| ------- | ----------------- | ------------------- | ----------- | --- |
| 1973    | 1979              | M. Thomas           | PS puis PSD | |
| 1979    | 1985              | M. Année            | PS          | |
| 1985    | 1985 (annulation) | Alexis Deshayes     | CNI         | |
| 1986    | 2004              | Albert Mahé         | PS          | 1er adjoint au maire de Nantes (1977-1983) et 2e adjoint au maire de Nantes (1989-2008), membre du conseil municipal de Nantes (1977-2008) |
| 2004    | 2015              | Catherine Touchefeu | PS          | Adjointe au maire de Nantes Vice-présidente du Conseil général                                                                             |

## Composition
Le canton de Nantes-9 se composait d’une fraction de la commune de Nantes. Il compte 32 005 habitants (population municipale) au 1er janvier 2012.
| Nom                | Code Insee | Intercommunalité | Population (dernière pop. légale)                |
| ------------------ | ---------- | ---------------- | ------------------------------------------------ |
| Nantes (chef-lieu) | 44109      | Nantes Métropole | Fraction : 32 005(2012) Commune : 298 029 (2014) |

## Démographie
| 1975 | 1982 | 1990   | 1999   | 2006   | 2011   | 2012   |
| ---- | ---- | ------ | ------ | ------ | ------ | ------ |
| -    | -    | 26 278 | 29 485 | 30 147 | 31 204 | 32 005 |